# Constance Mitcham
Constance Viola Mitcham (ur. 1947 w Sandy Point) – polityczka z Saint Kitts i Nevis. Pierwsza kobieta wybrana do Zgromadzenia Narodowego Saint Kitts i Nevis. W 1995 roku pełniąca obowiązki premiera Saint Kitts i Nevis.

## Życiorys

### Młodość, edukacja i kariera zawodowa
Mitcham urodziła się w Sandy Point. Ma starszą siostrę.
Uczęszczała do szkoły podstawowej i szkoły średniej na Saint Kitts. Po zakończeniu szkoły średniej przeprowadziła się do Anglii gdzie zdała egzaminy GCE Advanced Level i rozpoczęła studia prawnicze na Kingston University. Studia ukończyła z wyróżnieniem w 1971 roku. Od 1972 ma status prawnika barrister w izbie radców Anglii i Walii.
W 1974 roku powróciła na Karaiby gdzie została członkinią izb radców w Saint Kitts i Nevis, Anguilli, Brytyjskich Wysp Dziewiczych oraz Antiguy i Barbudy. Pracowała na stanowisku Chief Magistrate, a później jako nadzorca wyborów w Brytyjskich Wyspach Dziewiczych. Była przewodniczącą izby prawników w Saint Kitts i Nevis oraz wiceprzewodniczącą International Federation of Women Lawyers. W 1982 roku była członkinią zespołu negocjatorów odpowiedzialnego za rozmowy z Wielką Brytanią w sprawie niepodległości Saint Kitts i Nevis.

### Działalność polityczna
Z powodzeniem wystartowała w wyborach parlamentarnych w Saint Kitts i Nevis w 1984 roku z ramienia partii People's Action Movement. Została pierwszą kobietą wybraną do Zgromadzenia Narodowego w historii. Od 1984 roku służyła jako ministra ds. zdrowia, spraw kobiet i pracy do 1995 roku, kiedy to odeszła na polityczną emeryturę. W 1986 roku pełniła obowiązki ministry edukacji, a w 1987 roku ministry ds. pracy, turystki i edukacji. Nie ubiegała się o reelekcję w wyborach parlamentarnych w Saint Kitts i Nevis w 1995 roku.
W maju 1995 roku pełniła obowiązki premiera kraju. Była pierwszą kobietą na tym stanowisku.
Była specjalną doradczynią premiera Saint Kitts i Nevis Timothiego Harrisa. W 2015 roku została mianowana ambasadorem nadzwyczajnym i pełnomocnym Saint Kitts i Nevis.

### Życie prywatne i pozostała działalność
Była przewodniczącą izby prawników w Saint Kitts i Nevis oraz wiceprzewodniczącą International Federation of Women Lawyers. W 2016 roku została wyróżniona jako jedna z najbardziej wpływowych kobiet w Saint Kitts i Nevis. Posiada brytyjskie obywatelstwo.